# Liste der Gouverneure von Haryana
Die folgende Tabelle listet die Gouverneure von Haryana mit jeweiliger Amtszeit auf. Der Bundesstaat Haryana wurde am 1. November 1966 durch Abspaltung des südöstlichen Teils des Bundesstaates Punjab geschaffen.
| #  | Name                                      | Amtsantritt        | Ende der Amtszeit  |
| 1  | Dharma Vira (1906–2000)                   | 1. November 1966   | 14. September 1967 |
| 2  | Birendra Narayan Chakraborty (1904–1976)  | 15. September 1967 | 26. März 1976      |
| 3  | Ranjit Singh Narula (1915–2005)           | 27. März 1976      | 13. August 1976    |
| 4  | Jaisukh Lal Hathi (1909–1982)             | 14. August 1976    | 23. September 1977 |
| 5  | Harcharan Singh Brar (1922–2009)          | 24. September 1977 | 9. Dezember 1979   |
| 6  | Surjit Singh Sandhawalia (1925–2007)      | 10. Dezember 1979  | 27. Februar 1980   |
| 7  | Ganpatrao Devji Tapase (1908–1991)        | 28. Februar 1980   | 13. Juni 1984      |
| 8  | Sayed Muzaffar Hussain Burney (1923–2014) | 14. Juni 1984      | 21. Februar 1988   |
| 9  | Hari Anand Barari (1929–2016)             | 22. Februar 1988   | 6. Februar 1990    |
| 10 | Dhanik Lal Mandal (1932–2022)             | 7. Februar 1990    | 13. Juni 1995      |
| 11 | Mahavir Prasad (1939–2010)                | 14. Juni 1995      | 18. Juni 2000      |
| 12 | Babu Parmanand (1932–2008)                | 19. Juni 2000      | 1. Juli 2004       |
| 13 | Om Prakash Verma (1937–2015)              | 2. Juli 2004       | 6. Juli 2004       |
| 14 | Akhlaqur Rahman Kidwai (1920–2016)        | 7. Juli 2004       | 26. Juli 2009      |
| 15 | Jagannath Pahadia (1932–2021)             | 27. Juli 2009      | 26. Juli 2014      |
| 16 | Kaptan Singh Solanki (* 1939)             | 26. Juli 2014      | 25. August 2018    |
| 17 | Satyadev Narayan Arya (* 1939)            | 25. August 2018    | 6. Juli 2021       |
| 18 | Bandaru Dattatreya (* 1947)               | 7. Juli 2021       | im Amt             |